# Follow the Sun
Follow the Sun (bra: Amor Invencível) é um filme estadunidense de 1951, do gênero drama biográfico, dirigido por Sidney Lanfield, com roteiro de Frederick Hazlitt Brennan baseado em seu próprio artigo publicado na Readers's Digest sobre a vida do lendário golfista estadunidense Ben Hogan.
O crítico Hugo Barcelos, do jornal carioca Diario de Noticias, ressalvou a "bem-cuidada" fotografia e a interpretação de Anne Baxter, mas classificou o filme como "sofrível", de ritmo "lento" e enredo "irregular".

## Elenco
- Glenn Ford ...... Ben Hogan
- Anne Baxter ...... Valerie Hogan
- Dennis O'Keefe ...... Chuck Williams
- June Havoc ...... Norma Williams
- Larry Keating ...... Jornalista esportivo Jay Dexter
- Roland Winters ...... Dr. Graham
- Nana Bryant ...... Freira Beatrice
- Harold Blake ...... Ben Hogan aos 14 anos
- Ann Burr ...... Valerie aos 14 anos
- Jimmy Demaret ...... Ele mesmo
- Cary Middlecoff ...... Ele mesmo
- Grantland Rice ...... Ele mesmo
- Sam Snead ...... Ele mesmo

## Sinopse
Em Fort Worth, Texas, Ben Hogan ainda criança trabalha como "caddy" para ajudar no sustento da sua família. Ele namora e se casa com Valerie Fox que conhecera na escola. Hogan queria se tornar golfista profissional e com o apoio de Valerie, ele entra para o circuito, ainda nos anos de 1930. Com poucos resultados no início devido ao seu nervosismo diante do público, aos poucos Hogan consegue se concentrar e se torna um grande campeão. Mas se preocupa com sua imagem, pois sua aparente distância do público lhe rende apelidos tais como "Iceberg" e "Homem Mecânico". Ele se torna amigo de Chuck Williams, que, além de outro grande jogador, é seu oposto: relaxado e brincando o tempo todo com seus fãs e amigos. Mas a maior prova para Ben ocorre quando sofre um acidente automobilístico. Ao lutar para retornar, além da esposa ele percebe que pode contar com a ajuda também do carinho dos fãs e da amizade dos outros desportistas.